# José Augusto de Resende
José Augusto de Resende, segundo barão do Rio Novo (? — Rio Novo, 3 de dezembro de 1904) foi um nobre brasileiro. Foi major da Guarda Nacional e fazendeiro importante em Minas Gerais. Foi agraciado barão em 20 de agosto de 1889.